# Roony Bardghji
Roony Bardghji, né le 15 novembre 2005 à Koweït au Koweït, est un footballeur suédois qui évolue au poste d'ailier droit au FC Barcelone.

## Biographie

### En club
Syrien né au Koweït, Bardghji immigre en Suède avec sa famille, il passe par le Rödeby AIF avant de rejoindre le Malmö FF.
Lors de l'été 2020, il rejoint le FC Copenhague. Il signe son premier contrat professionnel avec ce club le jour de ses 15 ans, le 15 novembre 2020.
Le 21 novembre 2021, Bardghji fait sa première apparition en professionnel lors d'une rencontre de championnat contre l'AGF Aarhus. Il est directement titularisé en étant positionné ailier droit, puis remplacé par Rasmus Falk. Les deux équipes se neutralisent ce jour-là. Bardghji inscrit son premier but dès sa deuxième apparition, le 28 novembre, contre l'Aalborg BK, en championnat. Une nouvelle fois titularisé, il participe à la victoire de son équipe par trois buts à un.
Il est sacré champion du Danemark en 2021-2022.
Le 8 novembre 2023, il inscrit son premier but en Ligue des champions contre Manchester United et offre à son équipe la victoire à quelques minutes de la fin du match (4-3).

### En sélection
Avec l'équipe de Suède des moins de 17 ans, il inscrit cinq buts lors de l'année 2021. Il marque lors de matchs amicaux contre le Danemark et la Suisse. Il marque ensuite lors des éliminatoires du championnat d'Europe de la catégorie, avec un but contre la Lituanie, et deux buts contre la Tchéquie.
En mars 2022, Bardghji est retenu pour la première fois avec l'équipe de Suède espoirs, il figure pour la première fois sur le banc des remplaçants lors d'une rencontre face à l'Irlande le 29 mars. Il n'entre toutefois pas en jeu lors de ce match perdu (0-2), qui rentre dans le cadre des éliminatoires de l'Euro espoirs 2023. Il est de nouveau appelé en juin 2022 et fait ses débuts avec les espoirs le 2 juin 2022 contre le Luxembourg. Il entre en jeu à la place de Patrik Wålemark et son équipe s'impose par trois buts à zéro. Avec cette apparition, il devient le plus jeune joueur à disputer un match avec l'équipe de Suède espoirs, à 16 ans et 199 jours. Il bat ainsi le précédent record détenu par Alexander Isak, qui avait débuté en 2016 à 17 ans et 15 jours,.

## Statistiques
| Saison                | Club                  | Championnat           | Championnat | Championnat | Championnat | Coupe(s) nationale(s) | Coupe(s) nationale(s) | Coupe(s) nationale(s) | Compétition(s) continentale(s) | Compétition(s) continentale(s) | Compétition(s) continentale(s) | Compétition(s) continentale(s) | Total | Total | Total |
| Saison                | Club                  | Division              | M.          | B.          | P.d.        | M.                    | B.                    | P.d.                  | Comp.                          | M.                             | B.                             | P.d.                           | M.    | B.    | P.d.  |
| 2021-2022             | FC Copenhague         | Superligaen           | 25          | 20          | 20          | -                     | -                     | -                     | C4                             | 2                              | 6                              | 3                              | 27    | 26    | 23    |
| 2022-2023             | FC Copenhague         | Superligaen           | 19          | 3           | 1           | 6                     | 0                     | 0                     | C1                             | 2                              | 0                              | 0                              | 27    | 3     | 1     |
| 2023-2024             | FC Copenhague         | Superligaen           | 23          | 7           | 0           | 4                     | 2                     | 0                     | C1                             | 9                              | 1                              | 0                              | 36    | 10    | 0     |
| 2024-2025             | FC Copenhague         | Superligaen           | 5           | 0           | 0           | 4                     | 4                     | 0                     | -                              | -                              | -                              | -                              | 9     | 4     | 0     |
| Sous-total            | Sous-total            | Sous-total            | 60          | 12          | 1           | 11                    | 2                     | 0                     | -                              | 13                             | 1                              | 0                              | 84    | 15    | 1     |
| Total sur la carrière | Total sur la carrière | Total sur la carrière | 60          | 12          | 1           | 11                    | 2                     | 0                     | -                              | 13                             | 1                              | 0                              | 84    | 15    | 1     |

## Palmarès

### En club
FC Copenhague
- Championnat du Danemark (1) :
  - Champion : 2021-22.